# La Baconnière
 La Baconnière  es una población y comuna francesa, en la región de Países del Loira, departamento de Mayenne, en el distrito de Laval y cantón de Chailland.

## Demografía
| 929 | 905 | 875 | 1037 | 1152 | 1194 |
| Para los censos de 1962 a 1999 la población legal corresponde a la población sin duplicidades (Fuente: INSEE [Consultar]) |     |     |      |      |      |